# Гуменник
Гуме́нник (Anser fabalis) — водоплавающая птица из семейства утиных.
Вид рода гуси.

## Общая характеристика
Гусь гуменник — крупная птица буровато-серой окраски, напоминающий серого гуся. Клюв чёрный с оранжевой полоской посередине. Самец и самка не отличаются по окраске, однако самка несколько мельче. Масса тела колеблется от 2,5 до 4,5 кг и выше.

## Распространение
Гуменник населяет тундру и тайгу Евразии от Гренландии до Дальнего Востока. Зимует на морских побережьях Средней Европы и Азии, на Чёрном и Средиземном морях, частично в Средней Азии, в Японии и юго-восточном Китае.

## Образ жизни
Гуменники, как и многие гуси, не сильно привязаны к воде, даже меньше, чем серые гуси. Днём пасутся на лугах, иногда в значительном удалении от воды, возвращаясь к ней только вечером. Прекрасно ходят и даже бегают по суше. Так, в случае опасности, в период линьки, гуменник предпочитает спасаться бегством, нежели нырять или затаиваться в траве. Тем не менее, на воде он держится также очень свободно и отлично ныряет. Местообитание — травянистая и кустарниковая тундра рядом с водоёмами. Этот гусь предпочитает лесные ручьи, заболоченные сырые долины рек, моховые болота, горные лесные озёра. Линька, как и у других гусей, происходит раз в год в период роста птенцов. В это время гуменники вместе с птенцами уходят в труднодоступные места, в основном луга с низкой травой, и держатся большими стаями; подобраться к ним крайне трудно. Часто в этот период в стае можно увидеть и белолобых гусей. Линять первыми начинают неполовозрелые птицы, затем взрослые самцы и вслед за ними самки.

### Питание
Основа питания гуменников, как и всех гусей, — растительная пища: зелёные побеги, травы, ягоды (особенно любят голубику). Во время зимовок и остановок во время перелётов кормятся также на хлебных полях, озимыми, на рисовых полях. Пуховые птенцы питаются водными и наземными насекомыми, ракообразными и моллюсками.

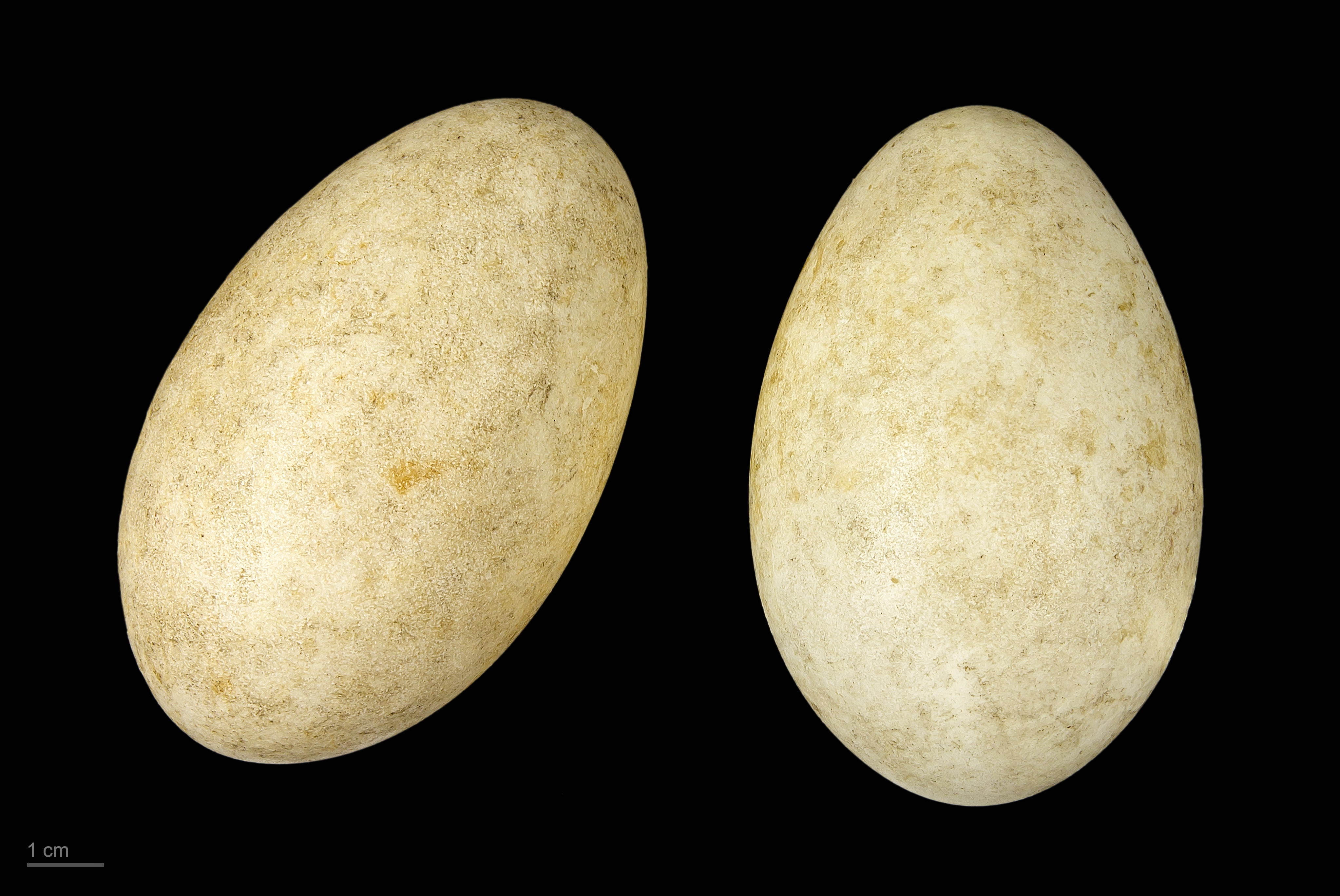
яйцо Anser fabalis - Тулузский музей

### Размножение
На места гнездования прилетают ранней весной, когда снег только начинает таять. На севере Европы это конец апреля — начало мая. В более холодные места, такие как Таймыр, Колыма, Шпицберген,  гуменники прилетают в конце мая — начале июня. Как правило, разбиваются на пары ещё на зимовках. В отличие от многих гусей, гнездо строят и самец, и самка. Гнездо устраивают на сухих местах, бугорках или холмиках вблизи водоёма, строят из мха и сухих растительных остатков; лоток и края гнезда гусыня выстилает собственным пухом. Иногда гнездо гуменника — просто углубление в земле, выстланное пухом. В кладке от 3 до 9 яиц, чаще 3-4. Первоначально яйца имеют нежно-палевый и белый с желтоватым оттенком цвет, однако в процессе насиживания на них появляются серые или жёлтые пятна. Насиживает только самка, самец находится поблизости и предупреждает об опасности. Через 25 дней выводятся птенцы (в зависимости от района гнездования, от начала июня до второй половины июля). После вылупления птенцов семья уходит от гнезда во влажные травянистые луга с кустарниками. Самец и самка вдвоём заботятся о птенцах. При опасности птенцы затаиваются в траве, взрослые птицы отлетают в сторону и тут же возвращаются к ним, когда опасность минует. В полуторамесячном возрасте птенцы уже имеют размеры взрослой птицы. Как и серые гуси, гуменники линяют, пока их птенцы подрастают, утрачивая на время способность летать. Когда птенцы встают на крыло, возвращается способность к полёту и у взрослых птиц; в этот период семья распадается. Птицы собираются в стаи и кочуют по заливным лугам и долинам рек. Кормятся вечером и ранним утром перед восходом солнца. Днём отдыхают. В места зимовок отлетают с наступлением морозов — в первых числах сентября в северных районах, в конце сентября в южных районах гнездования.